# 베투스 라티나
베투스 라티나(라틴어: Vetus Latina) 또는 옛 라틴어 성경은 불가타 이전에 있었던 기독교의 라틴어역 성경을 통틀어 일컫는다. Vetus Latina는 "고대 라틴어"라는 뜻의 라틴어이나, 베투스 라티나 성서들은 고대 라틴어가 아닌 고전 라틴어로 쓰였다.

## 같이 보기
- 라틴-문자 음소문자
- 라틴 음소문자
- 고대 라틴어